# North Fork East Fork Chandalar

La rivière North Fork East Fork Chandalar est un cours d'eau d'Alaska, aux États-Unis située dans la  région de recensement de Yukon-Koyukuk. C'est un affluent de la East Fork Chandalar, qui est un des affluents de la rivière Chandalar, elle-même affluent du  fleuve Yukon.

## Description
Longue de 54 milles (87 km), elle coule en direction du sud-est pour rejoindre la East Fork Chandalar à 44 milles (71 km) à l'ouest de la chaîne Brooks.
Son nom a été référencé en 1951 par l'United States Geological Survey.

## Sources
- (en) « North Fork East Fork Chandalar », Geographic Names Information System